# Mathias Kneissl

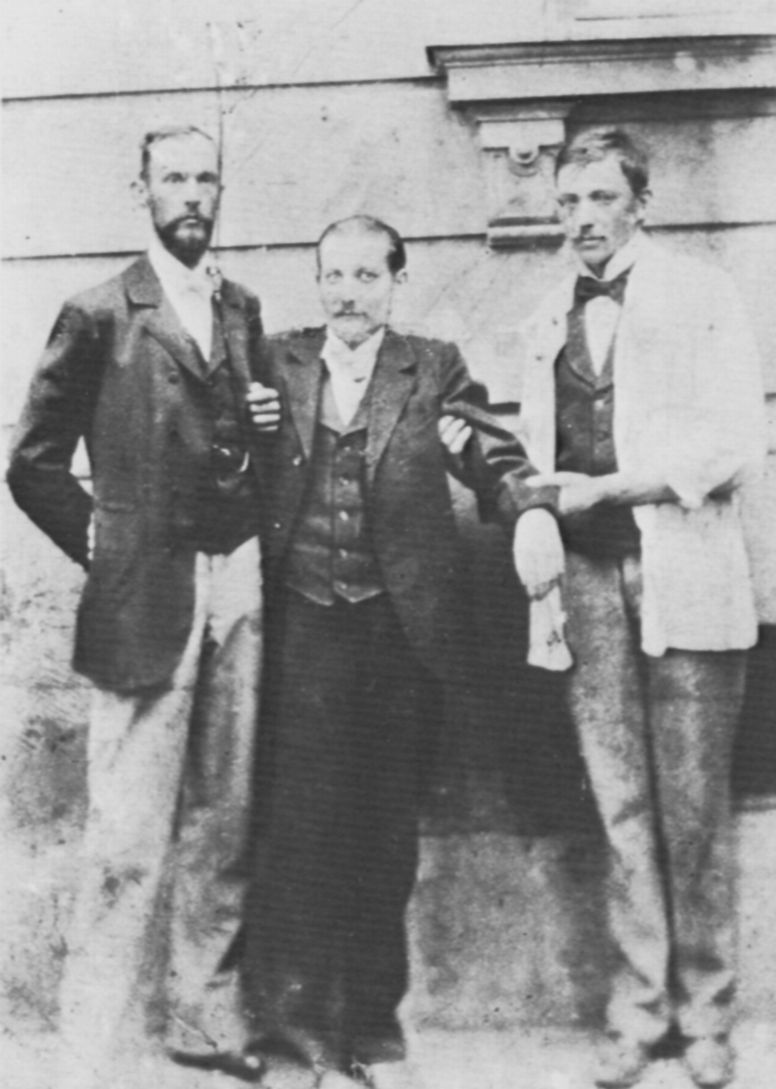
Mathias Kneissl, au centre, après son arrestation, blessé et soutenu par deux infirmiers, 1901.

Mathias Kneissl né le 12 mai 1875 à Unterweikertshofen près de Erdweg en royaume de Bavière et mort le 21 février 1902 à Augsbourg, surnommé Kneißl Hias (Hias : petit Matthias) ou Raiba Kneißl (Kneissl le brigand), est un brigand bavarois.

## Débuts
Mathias Kneissl est l'aîné des six enfants de Matthias Kneissl (1837–1892) et Therese Pascolini (née en 1847). Son oncle maternel, Johann Pascolini (de) (1831–1871) était un brigand connu dans la région de Dachau entre Munich et Augsbourg ; son arrière-grand père Peter Pascolini était originaire de Lombardie.
Ses parents tiennent d'abord une auberge à Unterweikertshofen, puis occupent à partir de 1886 le moulin dit Schachenmühle près de Sulzemoos. Les deux endroits sont des lieux de réunion pour criminels, réunions dont s'occupe surtout Therese Kneissl. C'est dans cet environnement familial que le jeune Mathias apprend à tirer et commence par de petits larcins qui lui valent plusieurs courts séjours en prison. Son père meurt en 1892 après que la police, le soupçonnant de vol par effraction dans l'église de Friedberg, l'a poursuivi et l'a blessé dans sa fuite. Peu après, sa mère est condamnée à trois mois de prison pour recel des objets volés dans l'église. Sur ce, Mathias et ses frères partent en brigandage : en 1893, il est fait prisonnier pour la deuxième fois et est condamné à cinq ans et neuf mois de prison. Son jeune frère Alois qui a tiré sur un policier lors d'une arrestation, meurt de la tuberculose après quatre années de détention.
Après sa libération en 1899, Mathias Kneissl travaille comme menuisier à Nußdorf am Inn. Au bout de six mois, ses collègues refusant de continuer à travailler avec lui, il est chassé par son maître menuisier à la demande du commandant de la Gendarmerie royale bavaroise. Il ne trouve pas de nouvel emploi en raison de sa mauvaise réputation.
Avec un complice, il entreprend de nouveaux vols par effraction. La police le recherche durant deux ans. Après l'arrestation de son complice, il poursuit seul, lourdement armé, choisissant de préférence des fermes isolées. À cette époque, il a le projet d'émigrer aux États-Unis avec sa cousine et compagne Mathilde Danner.

## Arrestation et procès

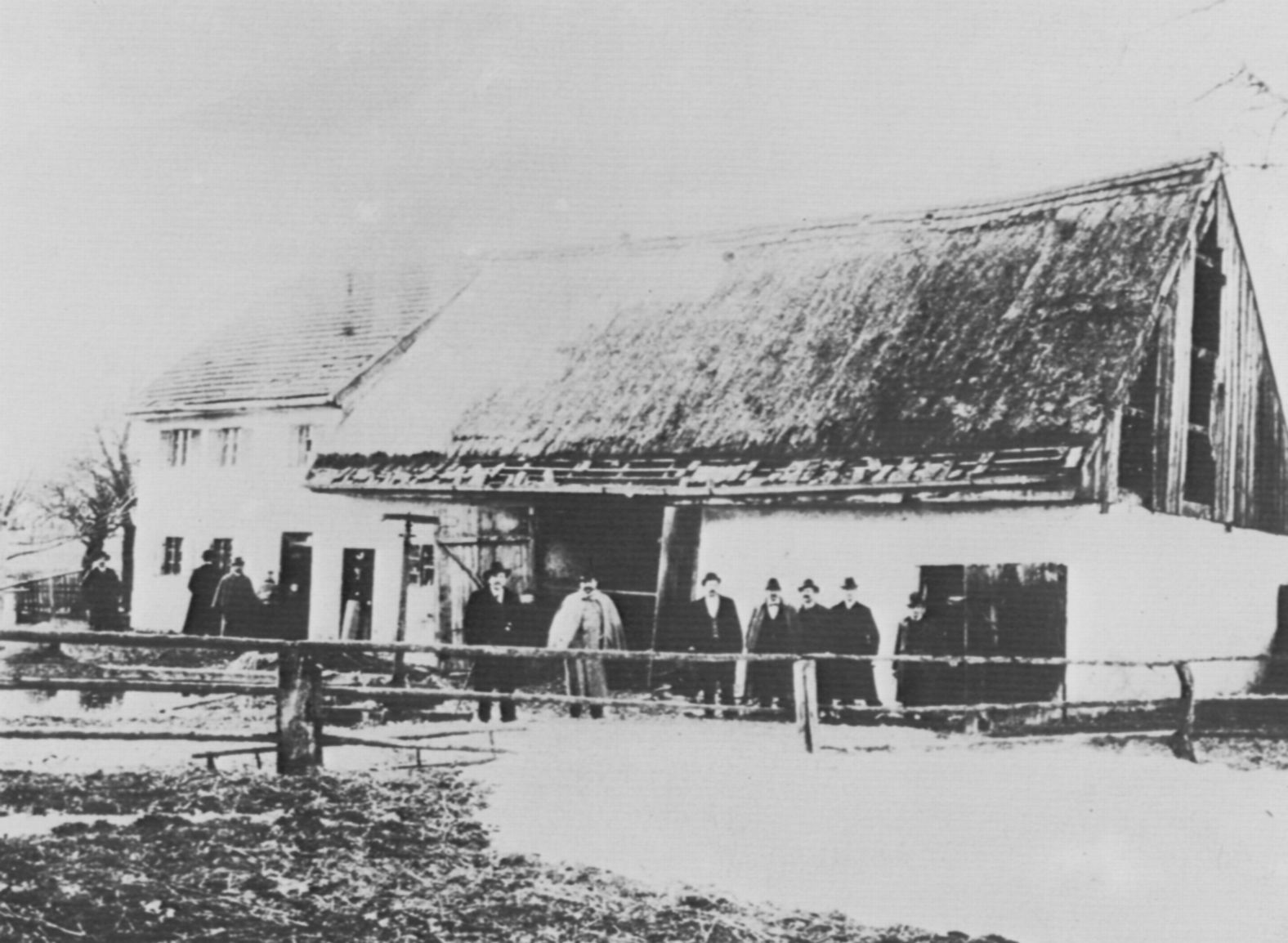
Le mur mitraillé de la ferme où Kneissl a été arrêté, 1901.

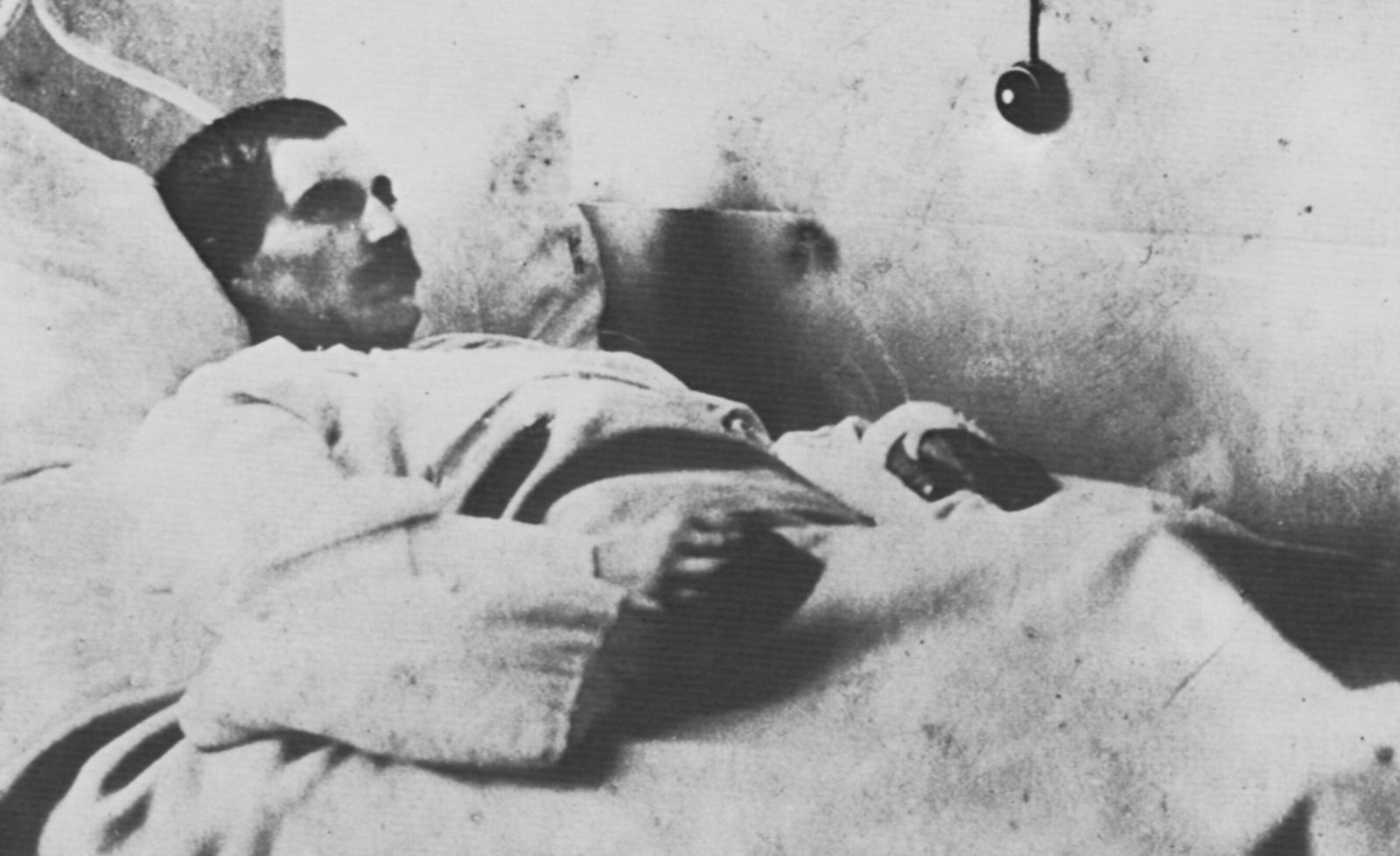
Kneissl est alité à l'hopital.

Un échange de tirs a lieu lors d'une tentative d'arrestation le 30 novembre 1900 à Irchenbrunn près d'Altomünster, lors duquel les gendarmes Benedikt Brandmeier et Wolfgang Scheidler sont mortellement blessés. Trois mois plus tard, en mars, Kneissl est cerné par 60 policiers dans une ferme près d'Aufkirchen. La police mitraille la maison et Kneissl est gravement touché à l'abdomen.
Son procès se tient du 14 au 19 novembre 1901 à la Cour criminelle (Schwurgericht) d'Augsbourg. Kneissl doit répondre de deux meurtres, de tentative d'assassinat, de vol aggravé et d'extorsion. Les débats éveillent fortement l'attention de l'opinion publique. Kneissl reconnaît tous les crimes qui lui sont imputés, mais nie avoir eu l'intention de tuer les policiers chargés de l'arrêter. Les jurés le déclarent coupable de meurtre, de blessures volontaires ayant entraîné la mort, de vol avec extorsion et de vol aggravé. Le tribunal le condamne alors sur recommandation du procureur, à la peine de mort pour meurtre, à 15 ans de bagne pour les autres crimes et à la privation des droits civiques. À cette annonce, on prête alors à Kneissl la réflexion suivante : « La semaine commence bien ! ».
Le président du tribunal Anton Rebholz envoie un courrier à son ministre de tutelle en lui demandant de sursoir à l'exécution de Kneissl, ce qui est refusé. Kneissl est guillotiné le 21 février 1902 peu après sept heures par le bourreau Franz Xaver Reichhart (de).

## Dans la culture populaire
De son vivant, Kneissl est déjà un héros populaire. Le peuple des petits paysans et des petits propriétaires terriens voit dans sa vie de brigand le côté révolutionnaire, une révolte contre l'autorité ; ainsi apparaissent des poèmes satiriques et des ballades comme la Kleißl Moritat.
Reinhard Hauff tourne en 1970 le film Mathias Kneissl avec Hans Brenner dans le rôle principal.